# Jacob Cederström (politiker)
Jacob Cederström, född den 21 januari 1782 i Stockholm, död den 9 juli 1857 i Västra Ed, var en svensk friherre, militär, politiker och ämbetsman.

## Biografi
Han var son till kaptenen och friherren Anders Cederström och hans hustru Hedvig Antoinette von Mevius samt gifte sig 1818 med Anna Margaretha von Cederwald (1794–1873).
Cederström blev löjtnant vid Svea livgarde 1805, deltog i pommerska fälttåget 1805–1806. Han tjänstgjorde under 1808 års krig vid västra armén, och blev härunder svårt skottsårad i ena benet så att den måste amputeras nedanför knäet. Han förärades Svärdsorden för sina insatser i striderns. Han blev major i armén och överadjutant 1809 och deltog i de tyska, danska och norska fälttågen 1813–1814. Cederström blev överste i armén 1814, statsrevisor 1815 och var landshövding och militärbefälhavare på Gotland 1817–1831. Cederström blev generaladjutant 1818, generalmajor 1826, var president i Kammarkollegium 1831–1847, ordförande i riksrätten 1841, samt fullmäktig i riksgäldskontoret 1845–1848. Han deltog vid samtliga riksdagar 1809–1851.
På grund av sin krigsskada var Cederström tillfälligt ur stånd att fullgöra aktiv militärtjänst och kom på sommaren 1808 till Stockholm, där hans hem snart blev centrum för konspirationsplanerna mot Gustav IV Adolf. Härtill bidrog inte minst Cederströms ekonomiska oberoende. Den i "den cederströmska klubben" uppgjorda planen på kungens fängslande kom dock aldrig till stånd, och i den slutliga statskuppen 13 mars 1809 deltog Cederström inte direkt. Det var dock han, som från början bearbetat Adlersparre till att ta steget att genomföra en revolt, och det var han och hans vänner, som emot Adlercreutz vilja genomdrev att hertig Karl först utsågs till riksföreståndare istället för till kung eller förmyndare för Gustav IV Adolfs son som regent.
Sedan 1809 års riksdag sammanträtt, tog Cederström en betydelsefull del i arbetet för att betrygga de åsyftade resultaten av statskuppen. I regel var det Cederström, som fick föra det konstitutionella eller, som det kallade sig självt, det liberala partiets talan, när något viktigt var på gång. Det var Cederström som i den stormiga debatten på riddarhuset 8 maj 1809 formulerade partiets krav: konstitution först, kung sedan. Liksom andra av 1809 års liberaler var Cederströms politiska åskådning uppbyggd på en förening av Montesquieus och Rousseaus idéer. Med rent naturrättsliga argument hävdades frihetens idé på såväl det politiska som det ekonomiska området. Man borde enligt Cederströms tankegångar frigöra sig från stånds- och privilegiesynpunkter och bygga samhället på principen om allas likhet och frihet under lagen. Politiskt betydde detta ett konstitutionellt statsskick, uppbyggt på den allmänna opinionen, med lagstadgade regler för grundlagsändring och maktdelning som garanti för den medborgerliga friheten.
Under sin långa riksdagsmannabana blev han den främste och mest nitiske försvararen av 1809 års regeringsform. Hans liberala förändringsidéer inom de militära och ekonomiska områdena kom dock inte att förverkligas under hans livstid. Från 1815 blev Cederström inom riksdagen den ihärdigaste förespråkaren för näringsfriheten. Hans idéer tog sig uttryck i de vid 1828/30 och 1834/35 års riksdagar framlagda planerna till ett nytt "statshushållningssystem". Cederströms förslag innebar en så total omläggning av det svenska statsmaskineriet, att projektet kom att gå under namnet "Cederströms nya Sverige". Cederström hade en nästan otrolig arbetsförmåga. Som landshövding på Gotland visade sig "baronen med träbenet" som en av öns dittills dugligaste landshövdingar och blev också en av dess mest omtyckta.